# جيمس ويليام كوك
جيمس ويليام كوك هو سياسي كندي، ولد في 11 يناير 1820، وتوفي في 21 مايو 1875.